# フィーバーサルカニチャンスD
フィーバーサルカニチャンスDは、1997年6月に大同 (現:ビスティ) が発売した、おとぎ話のさるかに合戦をモチーフにしたパチンコ機のシリーズ名。
フィーバーサルカニチャンスD GPの1機種がある。

## 概要
ドットデジタル表示のデジパチ。本機のデジタルは、ニューカラードット表示を採用しており、ドットながらカラフルなワイド画面を搭載しているので、液晶と比べても見劣りはなく、画面中をサルとカニがところ狭しと暴れ回るのが特徴である。
左デジタルにオールマイティー図柄であるカニが停止した大当たりの場合は時短モードに突入する。この時短は、同じ図柄が3つ揃う通常大当たりを引くまでか、中・右デジタルにサルが揃うまで継続する。

## スペック
- フィーバーサルカニチャンスD GP
  - 賞球数 7&15
  - 大当たり最高継続 16R
  - 大当たり確率 1/229

## 図柄
- 0
- 1
- 2
- 3
- 4
- 5
- 6
- 7
- 8
- 9
- 柿
- 蜂
- 爆弾
- カニ
- サル

## 演出
リーチアクションは、ノーマルリーチ以外に右デジタルが高速回転する「高速リーチ」と、画面下からカニが出現する「カニコマ送りリーチ」と、右デジタルが一旦停止後にスロー変動になる「スローリーチ」と、時短中にのみ発生する「サルリーチ」がある。このサルリーチは大当たりの期待もできるが、中・右デジタルにサルが停止した場合は時短が終了する。サルリーチ以外はスベリを伴うとチャンスアップとなる。
通常時はミニデジタルの回転時間が約28.8秒と長めだが、時短中は回転時間が7.7秒もしくは2.8秒に短縮されるので、盤面下にあるミニアタッカーが頻繁に開放してくれる。ミニアタッカーの開放時間は通常時と時短中で変わらず約1.5秒×1回である。